# Cupola geodetica

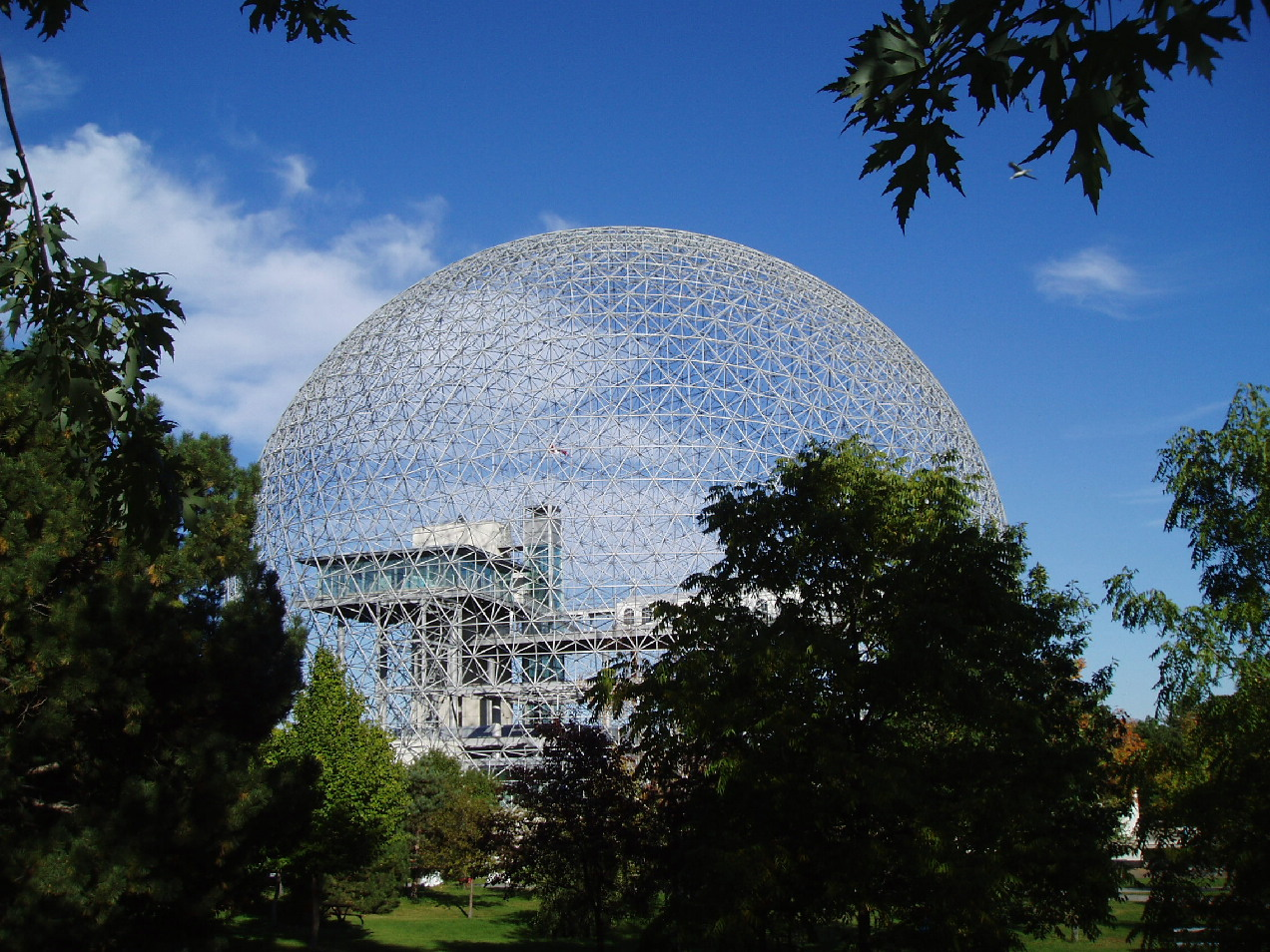
La Biosfera di Montreal, in precedenza padiglione americano all'Expo 67, di Richard Buckminster Fuller, sull'Isola di Sainte-Hélène a Montréal

Una cupola geodetica è una struttura emisferica composta da una rete di travi giacenti su cerchi massimi (geodetiche). Le geodetiche si intersecano formando elementi triangolari che giacciono approssimativamente sulla superficie di una sfera; i triangoli sono tutti molto simili tra loro ed essendo rigidi garantiscono la robustezza locale, mentre le geodetiche formate dai loro lati distribuiscono gli sforzi locali sull'intera struttura. La cupola geodetica è l'unica struttura costruita dall'uomo che diventa proporzionalmente più resistente all'aumentare delle dimensioni. Quando la struttura forma una sfera completa, viene detta sfera geodetica.
Fra tutte le strutture costruite con elementi lineari, la cupola geodetica è quella con il massimo rapporto fra volume racchiuso e peso (massimo volume con il minimo peso): strutturalmente sono molto più forti di quanto sembrerebbe guardando le travi che le costituiscono. Durante la costruzione di una cupola geodetica c'è un momento in cui la struttura raggiunge la "massa critica" necessaria e si assesta distribuendo i carichi, sostenendo in seguito i ponteggi ad essa fissati, per la prosecuzione della costruzione.
Il progetto tradizionale, con carta e matita, di una cupola geodetica è molto complesso, in parte perché non esistono progetti standard di cupole geodetiche pronti, da scalare dimensionalmente secondo le necessità, ma ogni cupola deve essere progettata da zero in base alle dimensioni, alla forma e ai materiali. Esistono dei criteri di progettazione basati sull'adattamento di solidi platonici, come l'icosaedro: essenzialmente consistono nel proiettare le facce del solido sulla superficie della sfera che lo circoscrive. Non c'è un modo perfetto di eseguire una simile operazione, perché non è possibile conservare contemporaneamente i lati e gli angoli originali, e il risultato è una soluzione di compromesso basata su triangoli e geodetiche solo approssimativamente regolari.
Il progetto di geodetiche si può estendere a superfici di forma qualsiasi, purché curva e convessa; in questi casi però si rende necessario calcolare separatamente ogni trave della struttura, facendo lievitare i costi. A causa delle difficoltà di progetto delle cupole geodetiche i costruttori tendono a standardizzarle e a costruire solo pochi modelli di dimensioni prefissate.
Il calcolo computerizzato di strutture complesse (come la struttura geodetica) ha reso molto più veloce e semplice il corretto dimensionamento strutturale, e la previsione del comportamento della struttura ad eventi concomitanti, come il sisma, la neve ed il vento. Naturalmente previa costituzione di un corretto modello di calcolo, fatto che non è necessariamente banale.
Uguale situazione si ha realizzando disegni tecnici di strutture geodetiche, che sono di difficile realizzazione con carta e matita; il disegno CAD di modellazione tridimensionale assistita da calcolatore aiuta in maniera sostanziale la realizzazione del disegno, e per via indotta la successiva realizzazione CAD di progettazione assistita da calcolatore.

## Storia

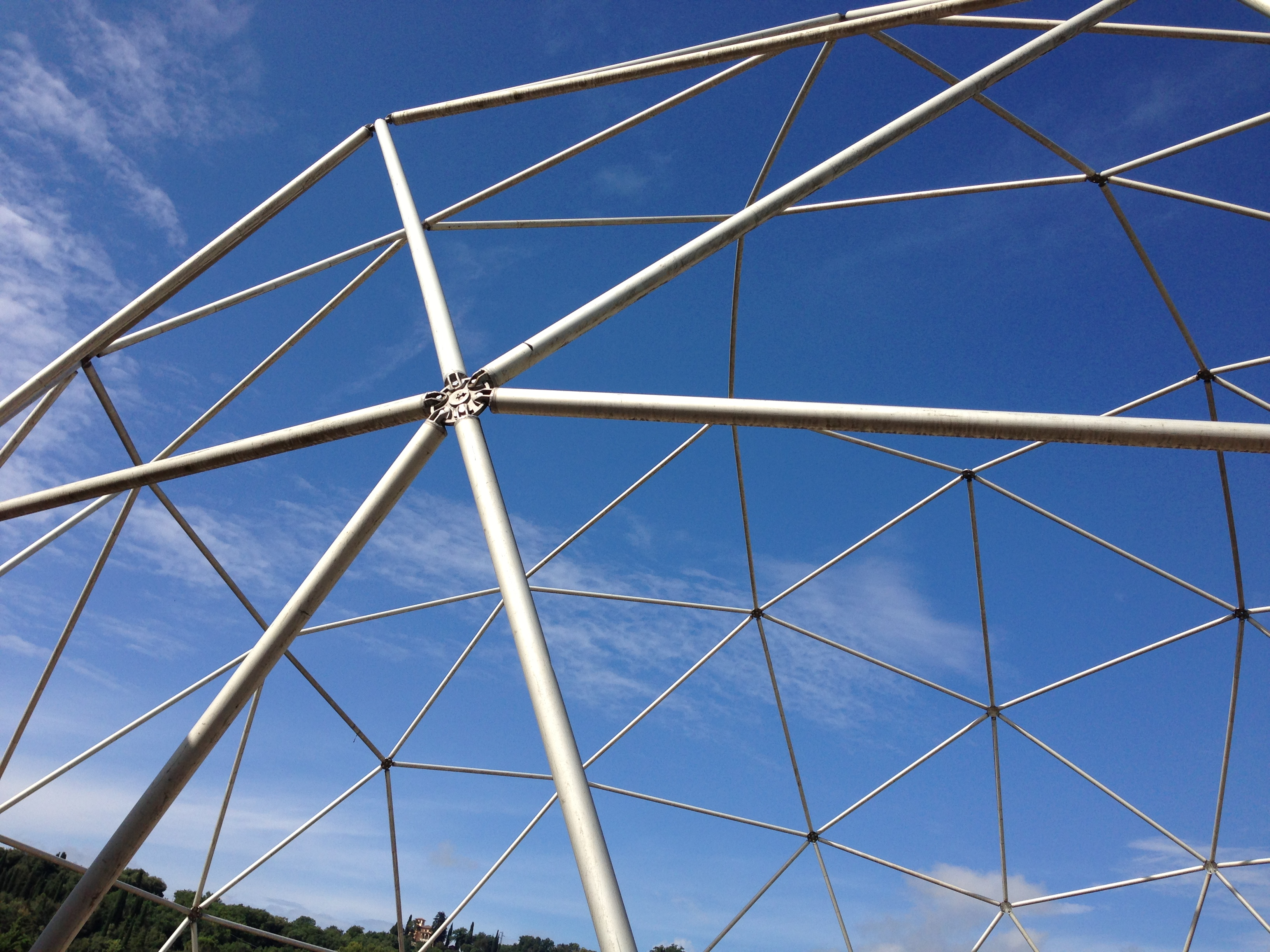
Spoletosfera, cupola geodetica di Richard Buckminster Fuller (particolare)

La prima cupola geodetica propriamente detta fu progettata poco dopo la prima guerra mondiale da Walter Bauersfeld, ingegnere capo delle industrie ottiche Carl Zeiss, per alloggiare il proiettore di un planetario: la cupola fu brevettata e costruita nel 1922 dalla ditta Dykerhoff e Wydmann sul tetto degli impianti Zeiss di Jena, in Germania, e aperta al pubblico nello stesso anno.
Circa trent'anni dopo, R. Buckminster Fuller riscoprì l'idea apparentemente da solo e battezzò la cupola "geodetica" dopo una serie di esperimenti sul campo con Kenneth Snelson e altri al Black Mountain College nei tardi anni quaranta. Sebbene non si possa affermare che Fuller sia l'inventore della cupola geodetica egli sfruttò e sviluppò l'idea, ricevendo un brevetto americano.
La cupola geodetica affascinò Fuller perché era estremamente resistente rispetto al proprio peso, perché la sua struttura "omnitriangolare" era intrinsecamente stabile e perché racchiudeva il massimo volume possibile con la minima superficie; sperava che la sua cupola contribuisse a risolvere la crisi degli alloggi postbellica. Infatti da un punto di vista ingegneristico le cupole geodetiche sono molto superiori alle tradizionali costruzioni parallelepipedali formate da pilastri, travi e solai: le costruzioni tradizionali usano i materiali in modo molto meno efficiente, sono molto più pesanti, molto meno stabili e dipendono dalla gravità per restare in piedi.
Tuttavia le costruzioni geodetiche presentano anche degli svantaggi: le loro reazioni agli stress sono molto diverse e possono confondere gli ingegneri: alcune tensostrutture si contraggono mantenendo la loro forma se caricate, altre invece no. Per esempio, una cupola a Princeton fu colpita da una forte nevicata: lo sforzo supplementare dato dal peso della neve fu distribuito fra tutte le travi e alcune di esse uscirono dai supporti dal lato opposto a quello dove era concentrato il peso. A tutt'oggi il comportamento delle forze di trazione e compressione nelle varie strutture geodetiche non è ancora ben compreso: perciò gli ingegneri edili tradizionali potrebbero non essere in grado di predire adeguatamente la stabilità e la sicurezza di queste strutture.
La cupola geodetica fu adottata con successo per usi industriali specialistici, come la cupola della Union Tank Car Company di Baton Rouge, in Louisiana, costruita nel 1958, ed altri edifici speciali come la cupola Henry Kaiser e osservatori meteorologici, auditorium, magazzini; in breve tempo questo tipo di cupola batté tutti i record di superficie coperta, di volume racchiuso e di velocità di costruzione. L'esercito americano, sfruttando la stabilità di questa struttura, sperimentò modelli di cupola prefabbricati trasportabili da elicotteri. La cupola fu presentata al grande pubblico all'Expo 1967 di Montréal, in Canada come parte del padiglione americano. La copertura esterna, in seguito, bruciò in un incendio, ma la struttura in sé è ancora in piedi: ribattezzata Biosfera di Montreal ospita oggi un museo interpretativo sul fiume San Lorenzo. Una cupola geodetica fu costruita nel 1975 per ospitare la stazione antartica Amundsen-Scott, per cui era necessaria una grande resistenza al carico della neve e del vento.
Un altro esempio di cupola geodetica è rappresentata dalla copertura di un fabbricato del Ministero degli Affari Esteri a Mosca nel 2001. La cupola progettata dall'italiano Alessandro Spada è una calotta sferica di circa 34m in acciaio grigliato singolo a maglie esagonali piane. Il primo prototipo di questa tipologia di cupole risale al 1991 ed aveva la finalità di dimostrare la risoluzione del problema per cui, secondo le regole della geometria, non si possono mettere insieme esagoni regolari su una forma sferica.
 

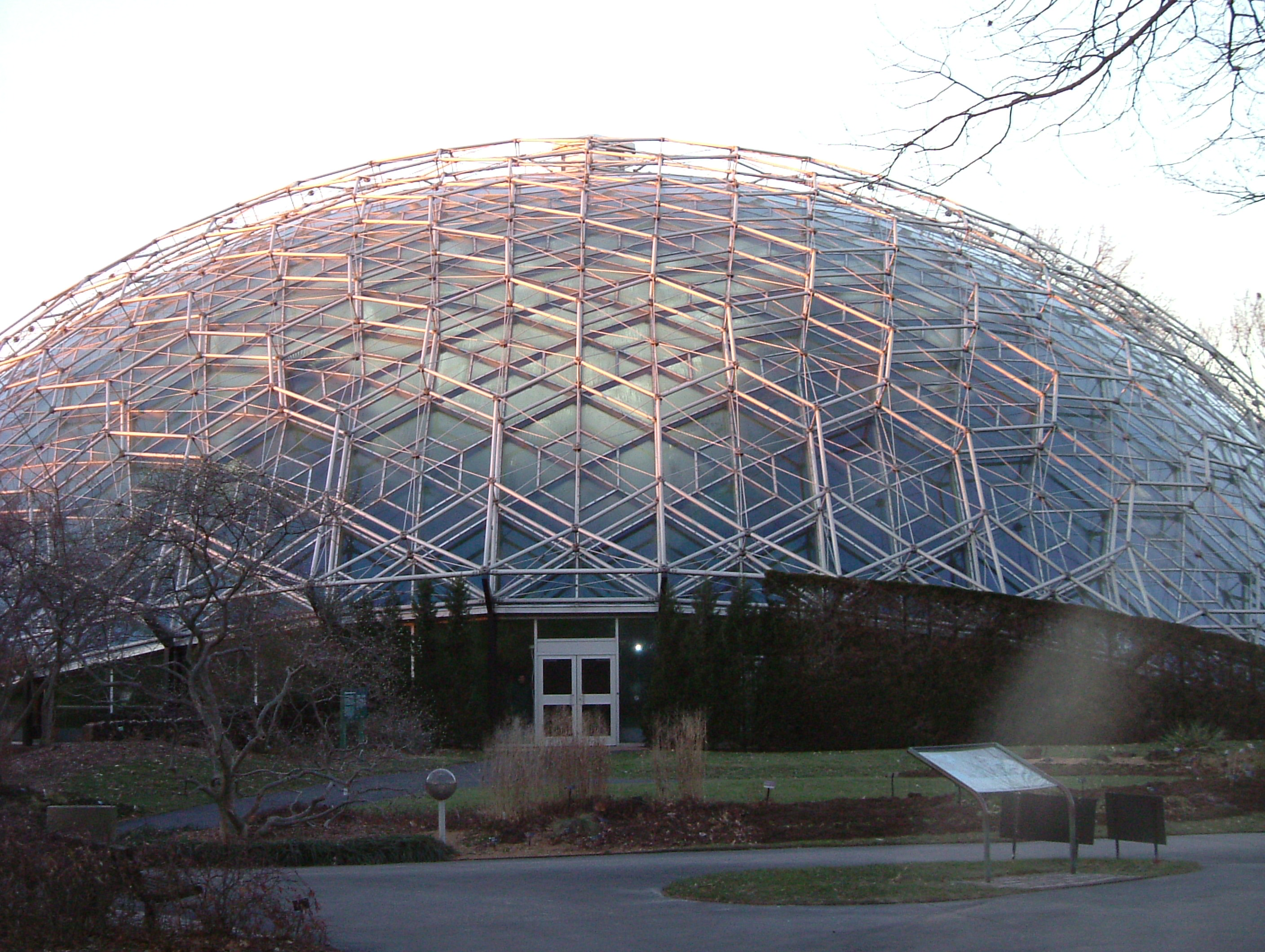
Nel "Climatron", costruito nel 1960 ai Giardini botanici del Missouri, i pannelli di plexiglas della copertura originaria scolorirono e vennero sostituiti con vetri. Questa cupola ispirò quella del film di fantascienza Silent Running.

In Italia e precisamente all'ingresso sud di Spoleto c'è una cupola geodetica opera di Fuller, donata alla città nel 1967 e chiamata Spoletosfera.

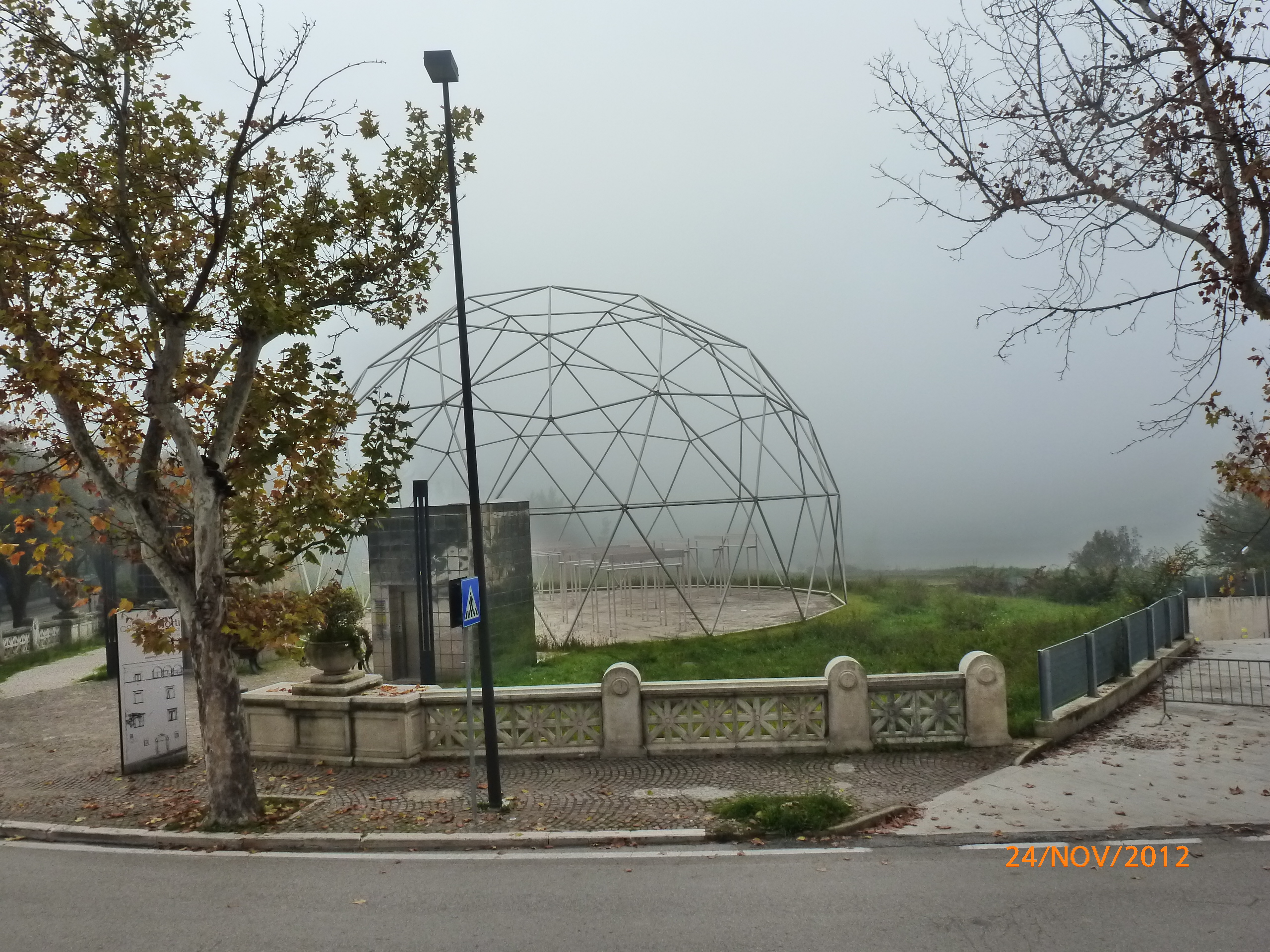
Spoletosfera

Sebbene Fuller stesso vivesse in una cupola geodetica in Illinois, a Carbondale, nel campo dell'edilizia residenziale le cupole geodetiche ebbero molto meno successo, a causa della loro maggiore complessità progettuale e quindi dei maggiori costi: la visione di Fuller era di una industria di costruzione di case geodetiche di tipo aerospaziale, che costruiva abitazioni in un cantiere fisso e poi le trasportava in situ per via aerea. La casa a cupola geodetica di Fuller esiste tuttora, e un gruppo chiamato "RBF Dome NFP" sta cercando di restaurarla e farla riconoscere monumento nazionale.

### Fattori d'arco

Esempio di sfera geodetica. È la duale di quella sotto

Esempio di sfera geodetica. È la duale di quella sopra

Un "arco" è una linea che giace sulla superficie di una sfera. Il fattore d'arco di una cupola geodetica è il numero di volte in cui la "faccia poliedrica" è stata suddivisa dopo essere stata proiettata sulla faccia interna della sfera: in questo contesto la indicheremo con "v". In questo senso, nel caso ad esempio di una cupola derivata da un icosaedro, si trova l'icosaedro semplice (1v) oppure l'icosaedro in cui ogni faccia triangolare è composta da 4 facce triangolari più piccole (2v), oppure 9 facce più piccole (3v) e così via. La regola generale è che il numero di triangoli all'interno di ogni faccia è pari al quadrato del fattore d'arco. Spesso il fattore d'arco è chiamato "frequenza" della cupola geodetica. A questo punto, per approssimare meglio una sfera, si cambia la lunghezza dei segmenti interni di ogni faccia, in modo che si portino verso l'esterno, cioè più vicini all'idea della sfera. Per ottenere una sfera approssimata, avremo bisogno di corde di diverse lunghezze (ad esempio per una cupola "5v" sono necessarie 9 diverse lunghezze di corda). Il problema, quindi, è di trovare la lunghezza di questi segmenti, che in geometria si chiamano "corde".
Una corda è calcolata (rispetto al raggio) come il doppio del seno della metà dell'angolo centrale della corda (cioè l'angolo formato dai due punti estremi della corda con il centro della sfera). Determinare l'angolo centrale richiede di solito operazioni non banali di geometria sferica, in coordinate sferiche. Per fortuna, però, una volta stabilito il solido di partenza (quasi sempre si sceglie l'icosaedro) e la frequenza, la lunghezza delle corde è proporzionale solo al raggio della cupola: è quindi possibile trovare dei coefficienti (detti "coefficienti di struttura") che moltiplicati per il raggio, forniscono direttamente la lunghezza di ogni elemento (chiamato da Fuller "strut"). Si possono quindi realizzare delle tabelle con i fattori d'arco e i relativi coefficienti di struttura.
Nel suo libro Geodesic Math and How to Use It, Hugh Kenner scrive: "Le tabelle dei fattori d'arco, contenendo informazioni essenziali per la progettazione delle cupole, furono sorvegliate per anni come segreti militari. Nel 1966 alcune figure icosaedriche 3v pubblicate dalla rivista Popular Science Monthly, finirono fuori dal controllo dei licenziatari di Fuller, che dovettero far buon viso a cattivo gioco." (pag. 57, edizione 1976). Altre tavole divennero disponibili con la pubblicazione dei libri di Lloyd Kahn Domebook 1 (1970) e Domebook 2 (1971). Con l'arrivo dei personal computer la matematica divenne poi molto più accessibile; il programma Dome, di Rick Bono, crea uno script che può essere usato con il Raytracer POV-Ray per creare immagini 3D di cupole. Cupole geodetiche basate su diversi poliedri e diversi fattori di corda producono ovviamente risultati diversi.

### Vantaggi delle cupole geodetiche
Queste cupole sono molto resistenti, e sono tanto più resistenti quanto più sono grandi. La struttura base può essere eretta molto rapidamente con elementi leggeri e una piccola squadra di operai: cupole di 50 metri di diametro sono state costruite in zone isolate con materiali di fortuna e senza l'uso di una gru. Questa cupola è anche aerodinamica, e può reggere forti carichi eolici, come quelli creati dagli uragani. È possibile riscaldarle con l'energia solare montando una striscia di finestre attraverso la cupola: più sarà necessario riscaldarla, più dovrà essere ampio il settore finestrato, per ricevere calore per la maggior parte dell'anno.
Oggi esistono molte ditte che vendono sia progetti completi sia materiali per la struttura e le istruzioni per il montaggio, semplici abbastanza perché un privato possa costruirsi da solo la propria cupola; molti riescono così a mantenere il costo di costruzione più basso delle normali abitazioni. Grazie all'esperienza accumulata, le tecniche costruttive sono migliorate continuamente durante i sessant'anni trascorsi dall'invenzione della cupola geodetica, e le nuove case geodetiche hanno risolto quasi tutti gli svantaggi, elencati sotto, che affliggevano le prime realizzazioni.

### Svantaggi delle cupole geodetiche

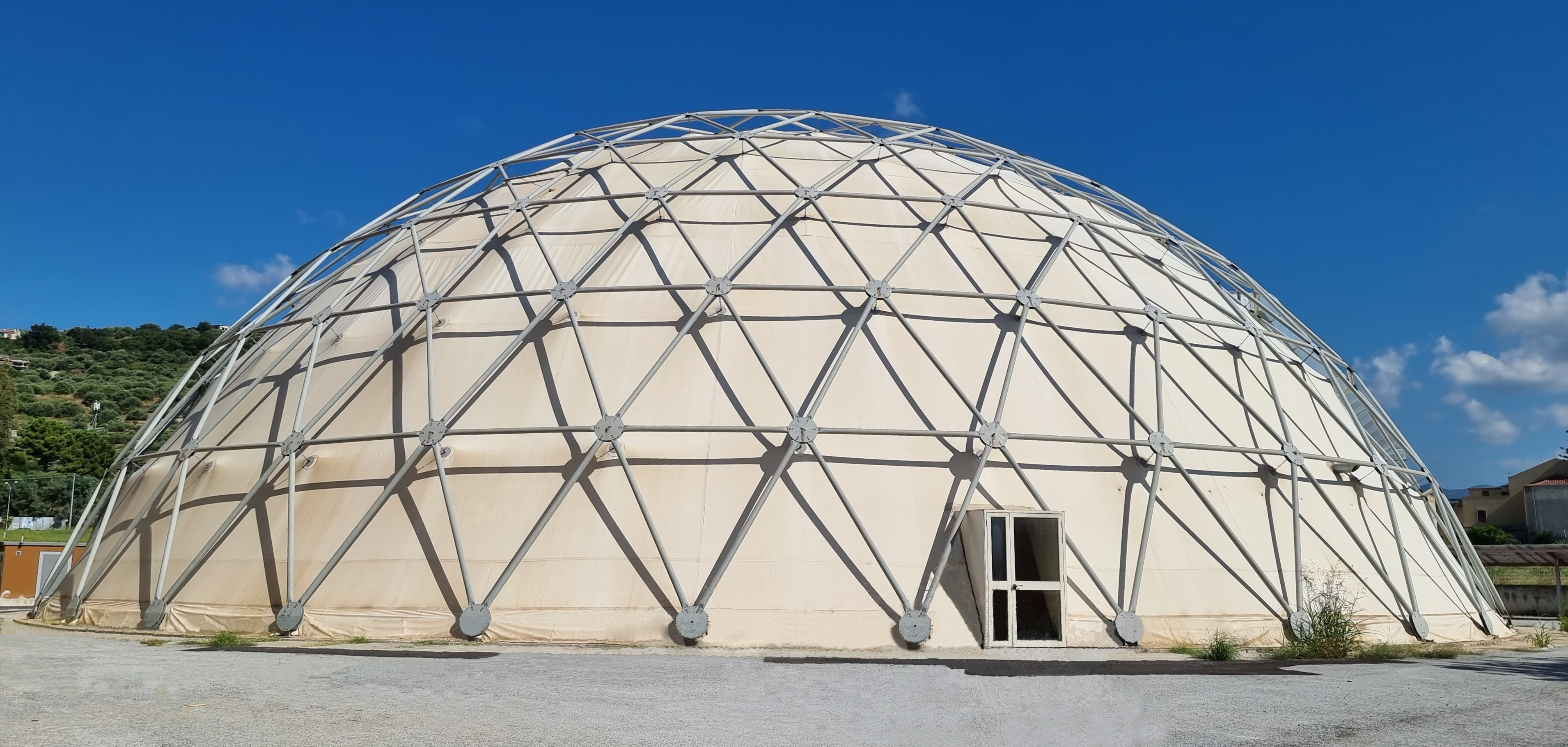
Cupola geodetica a Torregrotta

Come sistema abitativo la cupola geodetica ha una serie di problemi e controindicazioni:
La forma di una casa geodetica rende problematico rispettare le leggi vigenti in fatto di camini, scarichi e impianti di ventilazione. I materiali già pronti non si adattano alle forme curve o triangolari della cupola, e la loro lavorazione per adattarli genera una quantità notevole di scarti, che alza i costi di costruzione. Le uscite antincendio (obbligatorie per le costruzioni più grandi) sono più costose, perché devono essere posizionate in punti che disturbano la struttura e vanno quindi irrobustite. Le finestre triangolari a norma possono costare da cinque a quindici volte le loro equivalenti rettangolari; gli impianti elettrici, idraulici e termici hanno costi maggiorati a causa del lavoro supplementare di installazione.
La circolazione dell'aria e dell'umidità in una cupola sono insolite, e tendono a far marcire rapidamente infissi e pannellature in legno; la privacy è difficile da ottenere, per via delle difficoltà di suddivisione degli spazi interni: i suoni, gli odori e perfino la luce riflessa tendono ad essere convogliate lungo tutta la cupola.
Come ogni forma obliqua, il muro della cupola è difficile da utilizzare, e lascia zone di pavimento non utilizzabili perché troppo vicine al soffitto: questo lascia un volume non vivibile ma che viene comunque riscaldato. La forma circolare dei piani manca della semplice modularità dei rettangoli, e i normali mobili in commercio, pensati per muri e superfici piane, difficilmente vi si adattano.
I costruttori di cupole incontrano difficoltà a sigillarle perfettamente contro la pioggia, a causa delle moltissime commessure fra i vari pannelli componenti, sollecitati per giunta dalla dilatazione termica, che fa rigonfiare leggermente la cupola in direzioni diverse man mano che il sole compie il suo cammino nel cielo: il modo più efficace di rendere impermeabile una cupola in legno è rivestirla completamente. Sono in uso anche cupole monopezzo di cemento o plastica rinforzati, e alcune cupole sono state costruite con elementi discreti di plastica o cartone cerato montati in modo da far scorrere via l'acqua. J. Baldwin, allievo di Buckminster Fuller, affermava che non c'è ragione perché una cupola geodetica costruita adeguatamente debba avere delle infiltrazioni, e che alcuni progetti di cupola semplicemente non possono averne (Bucky Works: Le idee di Buckminster Fuller per l'oggi).

## Metodi di costruzione

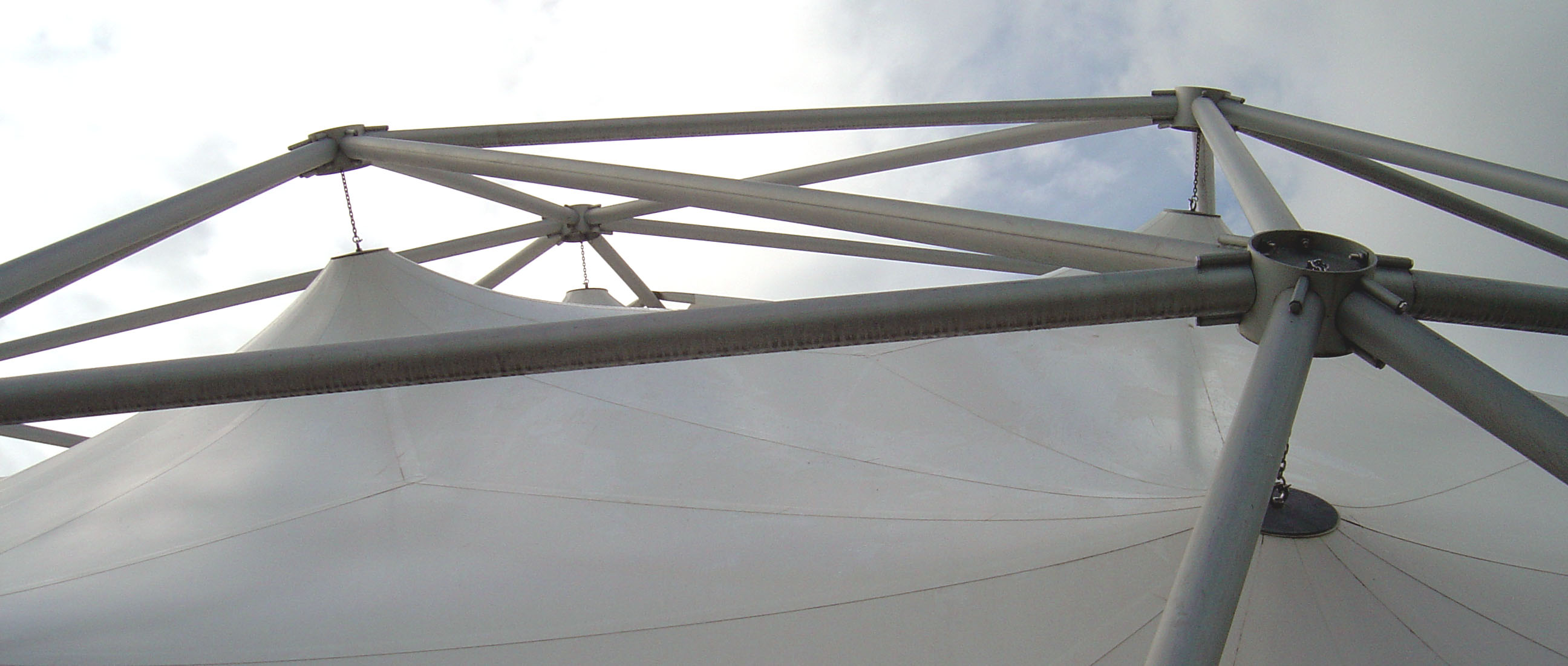
Dettagli costruttivi di una tenda permanente a cupola geodetica

Nel caso di travetti in legno si pratica un foro attraverso di essi ad una estremità, che poi viene usato per fissarla ad un cerchio in tubo d'acciaio; i travetti vengono poi tagliati alla misura esatta, e le estremità tagliate vengono forate e assicurate a loro volta ad altri cerchi in tubo d'acciaio. Il rivestimento è fatto di triangoli di legno compensato, inchiodati alla struttura di travetti. La cupola è poi avvolta dal basso verso l'alto in una serie di strati di carta catramata, per garantire l'impermeabilità, e coperta con tegole.
Sono state costruite cupole-serra temporanee coprendo strutture di travetti da un pollice con teloni di plastica: la costruzione risultante è calda ed economica e può essere spostata a mano, per diametri fino a sei metri, ma ha bisogno di essere ancorata al suolo per resistere al vento.
Si possono facilmente costruire cupole geodetiche con strutture in tubo d'acciaio: il procedimento è analogo al caso del legno, con la differenza che basta un singolo bullone al posto del tubolare centrale d'acciaio per tenere insieme i travetti ai vertici della struttura. I dadi vengono di solito bloccati con una colla, o (se la struttura deve essere smontabile) sono dotati di una coppiglia.
Le cupole in cemento e in materiale plastico vengono di solito costruite sopra una struttura in acciaio, avvolta in reti metalliche che fanno da armatura, fissate con cavi tesati sulla struttura: poi il materiale viene spruzzato o colato sulla struttura, dove solidifica formando un tutt'uno con le reti. Devono essere eseguite alcune prove sul cemento o sulla plastica per accertarsi che il materiale raggiunga la necessaria consistenza; di solito sono necessarie diverse gettate, sia all'interno che all'esterno. Successivamente si provvede ad impregnare il materiale grezzo con composti epossidici per garantire l'impermeabilità.
Sono state costruite alcune cupole in cemento prefabbricato, a partire da elementi (triangoli, esagoni e pentagoni) già pronti in cemento, assicurati con bulloni: gli elementi sono montati in modo da far scorrere via l'acqua, e i bulloni di fissaggio sono ospitati in cavità chiuse da un tappo di cemento che li protegge dalla corrosione e dal gelo. Tali elementi sono colati a terra in casseforme di legno, e poi posti in opera sulla struttura con una gru. Questo tipo di costruzione si adatta bene alle cupole, perché non c'è modo per l'acqua di ristagnare e infiltrarsi. La Cupola Cinerama nel 1963 venne costruita con questo sistema.

## Le più grandi cupole geodetiche del mondo
Sono state costruite molte cupole geodetiche, la maggior parte tuttora in uso. Secondo il sito web dell'Istituto Buckminster Fuller le più grandi cupole geodetiche del mondo (elencate in ordine discendente di diametro) sono:
- Il Progetto Eden, Cornovaglia, Regno Unito.
- Fukuoka Dome(福岡ドーム) (Fukuoka, Giappone): 216 m
- Nagoya Dome(ナゴヤドーム) (Nagoya, Giappone): 187 m
- Cupola superiore (Università del Michigan settentrionale. Marquette, MI, USA): 160 m
- Tacoma Dome (Tacoma, WA, USA): 161,5 m
- Walkup Skydome (Università dell'Arizona settentrionale. Flagstaff, USA): 153 m
- Round Valley High School Stadium (Springerville-Eagar, USA): 134 m
- Ex hangar dello Spruce Goose (Long Beach, USA): 126.5 m
- Formosa Plastics Storage Facility (Mai Liao, Taiwan): 122.5 m
- Stabilimento manutenzione della Union Tank Car (Baton Rouge, USA): 117 m
- Magazzino cementi Portland Lehigh (Union Bridge, USA): 114 m
- Astronave Terra: il simbolo di EPCOT center a Disney World, 50 m (Nota: non è una vera cupola geodetica, perché è una sfera montata su palafitte; però è stata comunque progettata a partire dal concetto di cupola geodetica).
- Europa park, Friburgo, Germania
- Esiste anche una cupola geodetica di 50 metri di larghezza e 16 di altezza alla base antartica Amundsen-Scott.

## Fonti
- Dal Arratus Globe to the Zeiss Planetarium, Werner Helmet, Publ. Gustav Fischer, Stoccarda 1957. (Disponibile solo dalla Carl Zeiss, N.Y.)
- Copertura fabbricato Ministero Affari Esteri a Mosca